# Andreas Straßmeir
Andreas Carl Straßmeir (* 17. Mai 1959 in der Bundesrepublik Deutschland), auch als Andreas Strassmeir bekannt, ist ein deutscher ehemaliger Infanterieoffizier. Er war der Sicherheitschef von Elohim City, Oklahoma, dessen Einwohner der rechtsextremen Christian-Identity-Bewegung nahestehen. Er erlangte mediale Aufmerksamkeit für seine mögliche Verbindung zum Bombenanschlag auf das Murrah Federal Building in Oklahoma City. Sein Hintergrund und seine angebliche Rolle bei dem Anschlag wurden zum Inhalt von Verschwörungstheorien.

## Frühes Leben
Straßmeir war der Sohn von Günter Straßmeir, dem Stabschef des deutschen Bundeskanzlers Helmut Kohl.
Straßmeir wurde an der Führungsakademie der Bundeswehr ausgebildet und trat 1979 in die Bundeswehr ein. Seine Dienstzeit betrug insgesamt fünf Jahre. Er war Offizier in einer Panzergrenadiereinheit der Bundeswehr. Er soll auch an verdeckten geheimdienstlichen Aktivitäten beteiligt gewesen sein.

## Emigration in die USA
Nach seinem Ausscheiden zog Straßmeir nach Washington, D.C., um eine Karriere im US-Justizministerium zu machen. Nach eigenen Angaben hatte Straßmeir gehofft, in der operativen Abteilung der Drug Enforcement Administration (DEA) arbeiten zu können. Bei seinen Bemühungen um eine Karriere in Washington wurde er von Vincent Petruskie unterstützt, einem pensionierten Oberst der US-Luftwaffe, der offenbar Straßmeirs Vater kennengelernt hatte, als Petruskie in Berlin stationiert gewesen war. In Interviews bezeichnete Straßmeir Vincent Petruskie als „einen ehemaligen CIA-Mann, den mein Vater gekannt hatte.“ Petruskie bestätigt, dass er Andreas Straßmeir bei der Suche nach einem solchen Job geholfen habe, bestritt aber jegliche Verbindung zur CIA.
Straßmeir zog 1986 nach Houston, Texas, wo er als Verkäufer für eine Computerfirma zu arbeiten begann. Während dieser Zeit engagierte er sich in der Texas Light Infantry Miliz, bevor er schließlich aufgrund von Verdächtigungen von Mitgliedern, Straßmeir sei ein Regierungsagent, ausgeschlossen wurde. Danach wurde er in rechten und neonazistischen Kreisen aktiv, wo er schließlich seinen zukünftigen Anwalt, Kirk Lyons, kennenlernte.
Andreas Straßmeir soll auch einige Zeit in Knoxville, Tennessee, verbracht haben, wo er einen staatlichen Führerschein erwarb. Laut Ray Woodruff, einem Vermieter von Straßmeir, mietete er ein 1.300 Quadratmeter großes Haus in 7613 Thorngrove Pike, wohnte aber nie darin.

## Rolle in Elohim City
1991 stellte Kirk Lyons Andreas Straßmeir in Elohim City vor, einer Gemeinde von christlich-fundamentalistischen weißen Separatisten in Oklahoma. Ein Jahr später zog Straßmeir dorthin und wurde Leiter für Sicherheit und Waffentraining. Laut Lyons hoffte Straßmeir, eine Frau aus Elohim City zu heiraten und einen dauerhaften Aufenthaltsstatus in den Vereinigten Staaten zu erhalten.
Während dieser Zeit schloss er Freundschaft mit Michael William Brescia, einem Mitglied der Aryan Republican Army. Die beiden teilten sich auf dem Gelände ein Zimmer. Straßmeir soll die rechtsextremen Milizen ausgebildet haben.
Während ihrer Arbeit als vertrauliche Informantin für die ATF informierte die in Elohim City lebende Carol Howe ihren Vorgesetzten über Andreas Straßmeir und darüber, dass er häufig davon sprach, „Bundesgebäude in die Luft zu jagen“ und „direkte Maßnahmen gegen die US-Regierung“ zu ergreifen. Zu dieser Zeit kannte Carol Howe Straßmeirs vollen Namen nicht und kannte ihn nur als „Andy the German“. Andere Spitznamen von Straßmeir waren „Andy the Kraut“ und „Mr. Red“.
Nach dem Bombenanschlag auf das Murrah Federal Building in Oklahoma City am 19. April 1995, der 168 Menschen das Leben kostete, floh Straßmeir gemeinsam mit Pete und Tony Ward, die ebenfalls in Elohim City wohnen, aus dem Ort. Timothy McVeigh, der Haupttäter des Anschlags, hatte enge Verbindungen zur Separatistengemeinde von Elohim City. Straßmeir wurde als mögliche Identität von John Doe #2 genannt, dem möglichen zweiten Haupttäter. Mit McVeigh und weiteren Verdächtigen stand Straßmeir in Kontakt.

## Flucht und Verschwinden
Gemeindeführer Robert Millar hatte Andreas Straßmeir schnell aus Elohim City „ausgewiesen“, kurz nachdem er erfahren hatte, dass das FBI Straßmeir wegen möglicher Verbindungen zu McVeigh und dem Bombenanschlag untersuchte.
Obwohl er keinen Pass hatte und illegal in den USA lebte, konnte Straßmeir das Land verlassen. In den Aufzeichnungen einer FBI-Untersuchung aus dem Jahr 1997 heißt es, dass der CIA-Pilot Dave Halloway Andreas Straßmeir irgendwann nach dem Bombenanschlag aus den Vereinigten Staaten ausgeflogen haben soll. In einem Brief von Straßmeirs Anwalt Kirk Lyons an die McCurtain Gazette heißt es jedoch, dass die plötzliche Ausreise seines Mandanten aus den USA von Mitgliedern der deutschen Eliteeinheit GSG 9 unterstützt wurde. Er soll entweder nach Mexiko oder nach Berlin gekommen sein, wo er Puppenverkäufer geworden sein soll.